# Takatsumuji
Takatsumuji (jap. 高ツムジ山 Takatsumuji-yama) – góra w Japonii (693 m n.p.m.) położona na wschód od Nan’yō w prefekturze Yamagata. Jest popularnym miejscem do odbywania lotów na lotniach.